# Once romances desde al-Ándalus
Once romances desde al-Ándalus es el quinto disco del grupo español de folk metal Saurom, lanzado el 3 de marzo de 2008. 

## Integrantes de Saurom
- Miguel Ángel Franco: Voz
- Narci Lara: Guitarra rítmica, acústica, flautas, gaita y líder de la banda
- Raul Rueda: Guitarra solista
- Jose A. Gallardo: Bajo
- Santiago L. Carrasco: Teclados y sintetizadores
- Toño Ruiz: Batería

## Poetisas y poetas andaluces
- Mercedes Márquez: Coros en "Wallada la Omeya" voz final en "El Monte de las Ánimas"
- Txaco: Voz en "Inspiración espectral" y coros en "Reina de la oscuridad", "Lejos del mar de Rosas", "Zulema" y "Nada es eterno".
- Alberto Lara "Tito": Guitarra española en "Sollozos desde el Desierto" y parte central de "Más allá de la tierra prometida"
- Jonathan Pacheco "Epi": Percusión en "Inspiración Espectral" y "Sollozos desde el Destierro".
- Trisco: Voz en "Sollozos desde el Destierro".
- Beltrán: Voces guturales y oscuras.

Fue grabado en San Fernando (Cádiz) y Dos Hermanas (Sevilla) entre los meses de agosto y diciembre de 2007.

## Lista de canciones
| N.º | Título | Duración |  |
| 1.  | «Inspiración espectral» (Prólogo) | 0:38     |  |
| 2.  | «Reina de la oscuridad» (Basado en el esplendor histórico, social y cultural de la tierra de al-Ándalus)                                                | 6:02     |  |
| 3.  | «El Laberinto de los secretos» (Basado en el poema Lucha de Francisco Villaespesa)                                                                      | 3:36     |  |
| 4.  | «Lejos del Mar de Rosas» (Basado en el poema Lejos del mar de rosas de Jorge Garrido García)                                                            | 5:18     |  |
| 5.  | «En el Abismo» (Basado en un romance de Luis de Góngora "Antología Poética, romance VIII")                                                              | 5:50     |  |
| 6.  | «Romance de la Luna, Luna» (Basado en "Romance de la Luna, Luna" de Federico García Lorca)                                                              | 3:47     |  |
| 7.  | «Wallada la Omeya» (Basado en la vida y obra de Wallada bint al-Mustakfi)                                                                               | 4:37     |  |
| 8.  | «Zulema» (Basado en la leyenda "La Zulema" de José Nogales)                                                                                             | 5:06     |  |
| 9.  | «Un castillo de versos nostálgicos» (Basado en el poema Siempre de José Almendros Camps)                                                                | 4:10     |  |
| 10. | «Nada es eterno» (Basado en la leyenda "La doncella de Frigiliana" de José Antonio Molero Benavides)                                                    | 5:13     |  |
| 11. | «El Monte de las Ánimas» (Basado en El monte de las ánimas de Gustavo Adolfo Bécquer, relato que transcurre en el llamado Monte de las Ánimas de Soria) | 9:20     |  |
| 12. | «Más allá de la Tierra Prometida» (Basado en un poema sobre el río Guadalquivir de Ibn Sahl "Antología de la lírica andalusí, 1985")                    | 5:39     |  |
| 13. | «Sollozos desde el destierro» (Epílogo) | 2:13     |  |

- Datos: Q6050780